# Fissidens dietrichiae
Fissidens dietrichiae är en bladmossart som beskrevs av C. Müller 1872. Fissidens dietrichiae ingår i släktet fickmossor, och familjen Fissidentaceae. Inga underarter finns listade i Catalogue of Life.